# Constancia del Rosario
Constancia del Rosario là một đô thị thuộc bang Oaxaca, México. Năm 2005, dân số của đô thị này là 3796 người.